# Баоруко
Баоруко (ісп. Bahoruco) —провінція Домініканської Республіки. До 1952 року включала в себе територію сучасної провінції Індепенденсія.

## Місцеві та регіональні муніципальні райони
Провінція розділена на п'ять муніципалітетів (municipio), а в межах муніципалітетів - на дев'ять муніципальних районів (distrito municipal - DM):
- Вілья-Харагуа
- Гальван
- Лос-Ріос
  - Лас-Клавеллінас-сіті (D.M.)
- Неїба
  - Ель-Пальмар (D.M.)
- Тамайо
  - Кабеза-де-Торо (D.M.)
  - Монтсеррат (D.M.)
  - Сантана (D.M.)
  - Увілья (D.M.)

Населення по муніципалітетам на 2014 рік (відсортована таблиця): 
| № | Назва             | Загальне населення | Міське населення | Сільське населення |
| - | ----------------- | ------------------ | ---------------- | ------------------ |
| 1 | Вілья-Харагуа     | 8952               | 6408             | 2544               |
| 2 | Гальван           | 13 623             | 5569             | 8054               |
| 3 | Лос-Ріос          | 7023               | 2585             | 4438               |
| 4 | Неїба             | 62 345             | 45 824           | 16 521             |
| 5 | Тамайо            | 19 326             | 9855             | 9471               |
|   | Провінція Баоруко | 111 269            | 70 241           | 41 028             |